# Rus' di Kiev
La Rus' di Kiev (in ucraino Київська Русь?, Kyїvska Rus'; in russo Киевская Русь?, Kievskaja Rus'; in bielorusso Кіеўская Русь?, Kijeŭskaja Ruś) fu un'entità monarchica medievale degli Slavi orientali, sorta verso la fine del IX secolo, in parte del territorio delle odierne Ucraina, Russia europea, Bielorussia, Moldavia, Polonia, Lituania, Lettonia ed Estonia orientali. Considerata il più antico Stato organizzato slavo-orientale, del quale Kiev fu la capitale, nelle fonti medievali viene chiamata semplicemente Rus', oppure Terra di Rus', o appunto Rus' di Kiev.
Questa realtà politica nasce verso la fine del IX secolo lungo le sponde del fiume Dnepr, come risultato dello stanziamento, avvenuto a partire dal secolo precedente, di alcune tribù variaghe, chiamate Rus', in alcune zone dell'Europa nordorientale abitate da tribù slave, finniche, baltiche. Secondo la Cronaca degli anni passati, principale fonte storica per questo periodo, verso l'anno 880 il principe variago Oleg conquistò Kiev, unendo intorno ad essa varie terre sulla rotta commerciale della  via variago-greca, e il nome Terra di Rus' iniziò a riferirsi alla terra degli Slavi di Kiev.
La successiva storia kievana può essere suddivisa in tre periodi, ciascuno della durata di alcuni decenni o più: il primo, dall'880 al 980, contraddistinto dall'ascesa prepotente dello Stato kievano sullo scacchiere est-europeo del tempo; il secondo, dal 980 al 1054, corrispondente all'incirca ai regni dei principi Vladimir I (detto il Santo o il Grande) e Jaroslav I il Saggio, nella quale la Rus' raggiunse l'acme della sua potenza; un terzo periodo, che si suole far partire dal 1054, caratterizzato dal lento declino, principalmente a causa dei gravi problemi di successione al trono.
Non esiste una data precisa riguardo alla fine della Rus' kievana; alcune date importanti sono il 1169, quando il principe Andrej Bogoljubskij saccheggiò Kiev (sacco di Kiev), e il 1240, allorché Kiev venne rasa al suolo dai Tataro-mongoli, che cominciavano in quegli anni il lungo periodo di pesante ingerenza negli affari interni della Rus'.

## Storia

### Fondazione
L'inizio della storia della Rus' di Kiev è nebuloso, e su di esso sono state formulate negli anni varie ipotesi. Una delle principali fonti storiche alle quali si è attinto per la ricostruzione delle vicende è la Cronaca degli anni passati, conosciuta anche come Cronaca di Nestore, documento scritto da Nestore di Pečers'k nel primo quarto del XII secolo e riferito agli eventi fra l'850 e il 1100. Sono state tuttavia sollevate forti obiezioni ai racconti degli avvenimenti come descritti nella cronaca di Nestore; in particolare, secondo alcuni la Cronaca degli anni passati sarebbe un mito relativo alla fondazione dello Stato dei Rus', analogo nelle sue linee generali alla leggenda della fondazione di Roma da parte di Romolo e Remo.
La tribù slava orientale dei Poliani viveva sul territorio della futura Kiev. Le loro terre erano il crocevia di molte importanti rotte commerciali. Secondo il Cronaca degli anni passati, Kiev fu fondata dagli antichi capi dei Poliani — Kij, Šček e Choriv e, in futuro, la città sarebbe diventata il centro tribale. La Cronaca sottolinea l'alto livello di sviluppo della loro cultura rispetto alle altre tribù Slave orientali.
Il termine Rus' deriva da una parola di probabile origine finnica che indica un uomo venuto d'oltre mare. Le più antiche testimonianze del nome Rus, ma nella variante Rhos, sono presenti negli Annales Bertiniani, del IX secolo, nel De administrando imperio e nel De ceremoniis dell'imperatore bizantino Costantino VII Porfirogenito, il primo scritto intorno al 950 e il secondo a breve distanza, in cui si dà notizia di popolazioni svedesi, indicate con il nome di Variaghi, una tribù dei quali si dà il nome di Rhos (nel De Cerimoniis si fa riferimento al "principe" e all'"archon" di "Rhosia"). Gli Annales Bertiniani di Prudenzio vescovo di Troyes in particolare forniscono la prima notizia dell'esistenza di questi Rhos, quando citano un'ambasceria dell'imperatore Teofilo a Ludovico il Pio, giunta a Ingelheim, alla quale si aggregarono alcuni rappresentanti di questo popolo:
(Annales Bertiniani (839))
L'origine normanna dello Stato kievano (ipotesi normanna), quale emerge dagli Annales Bertiniani, fu postulata per la prima volta da alcuni storici tedeschi del XVIII secolo, che si basavano essenzialmente su quanto esposto nella Cronaca degli anni passati; in questo periodo di tempo è stata tuttavia contestata da alcuni storici, prevalentemente russi, che descrivevano la Rus' di Kiev come uno Stato eminentemente slavo. Secondo altre correnti storiografiche, la Rus' di Kiev sarebbe sorta grazie a un accordo tra gli slavi orientali Poliani e vichinghi-variaghi provenienti dalla Scandinavia. Secondo lo storico ucraino-canadese Orest Subtelny,
La Cronaca degli anni passati cita le discordie insorte negli anni fra l'859 e l'862 fra le tribù finniche e slave stanziate nelle regioni intorno ai laghi dei Ciudi, Il'men' e Beloozero e parla di alcuni gruppi di Variaghi, chiamati per l'appunto Rus', provenienti presumibilmente dall'Europa nordoccidentale, che si stanziarono nella zona compresa fra il lago Ladoga e il corso dello Dnepr nell'VIII secolo, dando origine a una presunta entità statuale chiamata Khaganato di Rus'; una data certa della loro presenza in Rus' è l'anno 861, quando arrivarono ad attaccare l'Impero bizantino.
Stando alla fonte storica, i Rus' assoggettarono al tributo queste tribù, che successivamente si ribellarono al loro giogo:
Successivamente, la Cronaca degli anni passati narra come, dopo aver scacciato i Rus', le tribù non riuscirono a governarsi in maniera soddisfacente, a tal punto da arrivare a chiedere ai Rus' di tornare per amministrarli:

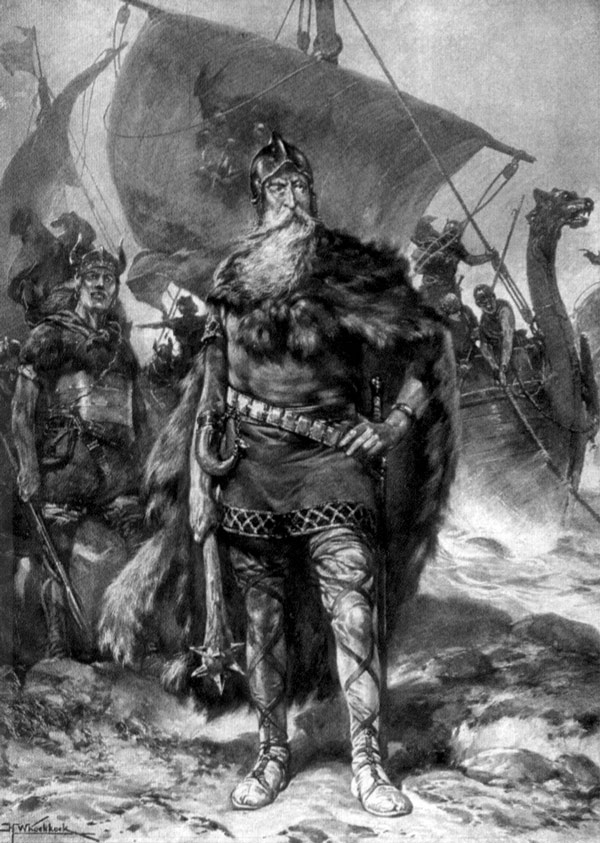
Rjurik in una rappresentazione di Hermanus Willem Koekkoek

Sempre secondo la stessa fonte, i tre fratelli si stanziarono in diverse zone della regione, diventandone i signori:
Due parenti di Rurik, Askold e Dir, salparono verso le terre dell'Impero bizantino con un esercito e raggiunsero la città di Kiev. Decisero di rimanervi e divennero i primi sovrani norreni di Kiev nell'862. Da qui organizzarono una campagna di successo contro l'Impero bizantino, attaccandolo di sorpresa, ma non riuscirono a conquistare Costantinopoli.
Secondo la Cronaca, Rjurik morì nell'879 o nell'882, lasciando il potere a Oleg reggente in nome di suo figlio Igor. Oleg, intorno all'882, prese possesso di Kiev uccidendo Askold e Dir; Oleg dichiarò la città madre di tutte le città della Rus', segnando convenzionalmente la nascita dello Stato della Rus' kievana.
Va sottolineato che la figura di Rjurik è stata da più parti messa in dubbio in quanto giudicata leggendaria, facendo presente che nessuna fonte kievana precedente alla Cronaca (che è della prima metà del XII secolo) fa cenno di un governante chiamato Rjurik.

### L'ascesa della Rus' di Kiev

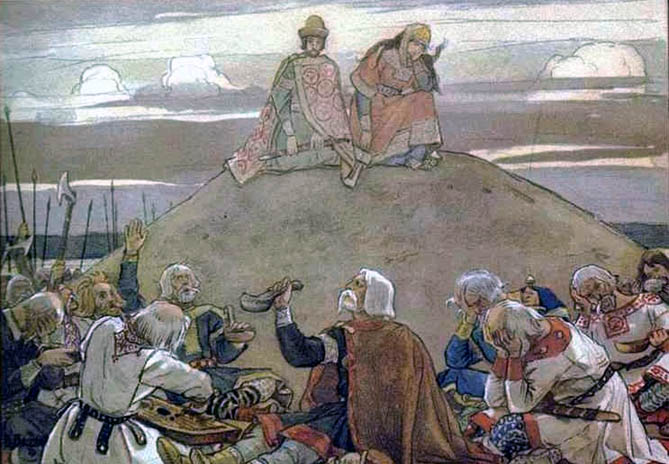
La tumulazione di Oleg in un dipinto di Viktor Vasnecov

Alla morte di Rjurik, quindi all'incirca intorno all'880, il potere passò a Oleg, reggente in nome del presunto figlio di Rjurik, Igor', che terrà il potere fino al 913. Oleg, con il sostegno dei suoi seguaci (la sua družina), estese i suoi domini ai danni di alcune tribù slave che vivevano nei pressi, come i Drevliani, i Severiani, gli Sloveni ilmeni e i Kryvichi; alcune di queste (come i Drevliani) opposero una strenua resistenza, mentre altre vennero sottomesse e sottoposte al tributo più facilmente, o addirittura scelsero esse stesse di pagare tributi a Kiev e allearsi con essa, senza tuttavia riconoscerne la supremazia assoluta. Negli ultimi anni del suo regno, l'esercito della Rus' tentò addirittura un attacco diretto a Costantinopoli, il primo di una serie piuttosto lunga, che a quanto pare fu coronato da successo tanto da portare a un vantaggioso accordo commerciale nel 911 che inaugurò le relazioni commerciali tra il giovane principato russo e l'Impero bizantino, oltre a consentire la partecipazione della Rus' alle campagne militari di Bisanzio.
Nei primi decenni di storia della Rus' il potere statale sulle zone conquistate era piuttosto labile, tanto che parecchi dei primi sovrani dovettero ripetere, in una certa misura, le imprese compiute dai sovrani precedenti. Il successore di Oleg, Igor', prese il potere nel 913; oltre che nuovamente contro Bisanzio nel 941 (con uno sbarco di forze in Bitinia, la devastazione della parte asiatica del Bosforo, anche se le forze di Igor' furono sconfitte sulla via del ritorno in una battaglia navale dal parakoimomenos Teofane) e nel 943 (con una spedizione in alleanza con i Peceneghi sul Danubio che portò al rinnovo dell'accordo commerciale con Bisanzio l'anno dopo), tornò anche ad affrontare i Drevliani (dai quali fu ucciso nel 945). Nei tre decenni del suo governo lo Stato della Rus' si trovò tuttavia ad affrontare anche altri nemici, del tutto nuovi: intorno al 915, secondo la Cronaca degli anni passati, comparvero i temibili nomadi Peceneghi, che avrebbero rappresentato una minaccia per parecchi decenni a venire.
Nel 945, a Igor' succedette la sua vedova, Ol'ga, reggente in nome del figlio Svjatoslav ancora in fasce. Il suo regno vide nuovamente combattimenti dei Kievani contro i Drevliani, oltre a una politica finalizzata a tenere alta l'autorità di Kiev fra le altre tribù slave orientali. Alcuni anni dopo la sua incoronazione, Olga si convertì al Cristianesimo, senza tuttavia portare alla conversione il suo popolo, che rimase fedele ai culti pagani.
Nell'anno 962 a Ol'ga succedette il figlio Svjatoslav, il primo sovrano della Rus' con un nome slavo; i dieci anni del suo regno (morì nel 972) furono quelli in cui lo Stato della Rus' kievana consolidò la sua struttura e il suo ruolo nell'Europa orientale. La politica espansionistica di Svjatoslav cominciò nel 964, quando intraprese, alla testa del suo esercito, una serie di campagne nelle terre a est della Rus': sottomise i Vjatiči, una tribù slava orientale precedentemente assoggettata dalla Khazaria, successivamente scese lungo la Oka sottomettendo le popolazioni ugro-finniche della zona (Merja, Meščëra, Murom) e, sempre percorrendo il Volga, raggiunse Bolğar, la capitale della Bulgaria del Volga, saccheggiandola.

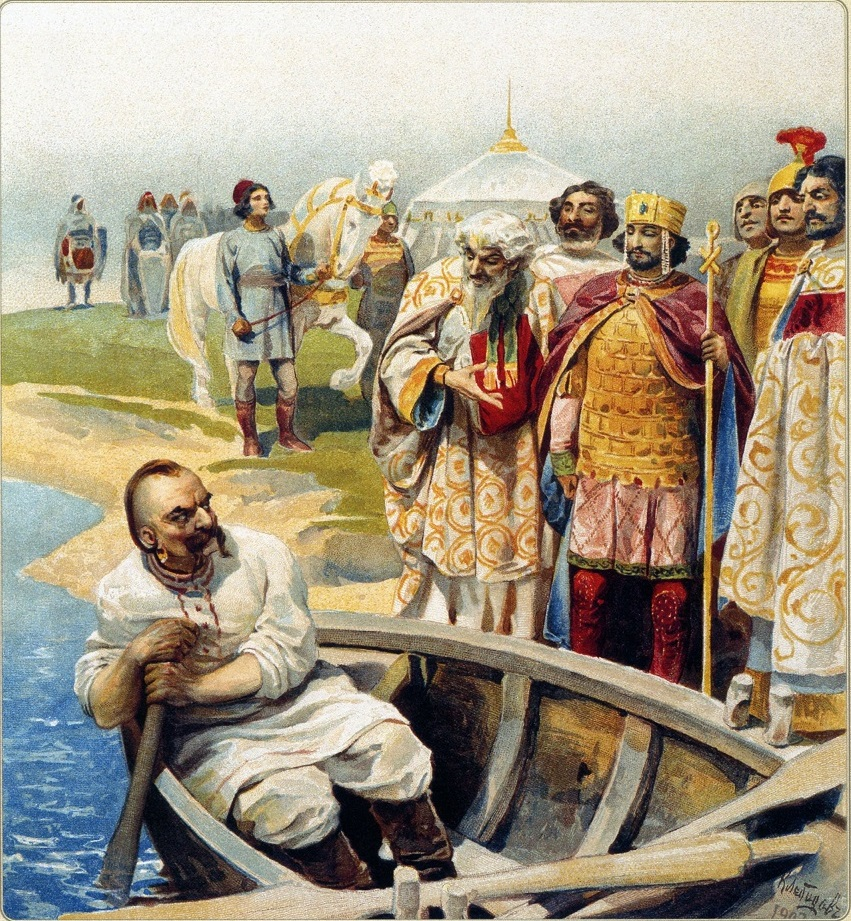
L'incontro di Svjatoslav con l'imperatore bizantino Giovanni, di Klavdij Lebedev

L'esercito di Svjatoslav (correva il 965) decise a questo punto di rivolgere le sue attenzioni alla Khazaria, un potente Stato fondato circa tre secoli prima nella zona compresa fra il basso Volga e il mar Nero e che alcuni decenni prima, con il suo ruolo egemone nella regione, aveva creato condizioni di stabilità politica che avrebbero facilitato la crescita della neonata Rus' di Kiev. Nell'arco di due anni Svjatoslav inferse durissimi colpi allo Stato khazaro, mettendone a sacco la capitale Itil' e prendendo possesso di importanti città e fortezze dal Caucaso alle coste del mar Nero.
Queste campagne, coronate da successo, ebbero da un lato il merito di unificare le tribù slave orientali oltre che di assicurarsi il controllo sull'intero corso del Volga, antica e importantissima arteria commerciale che garantiva il collegamento con i paesi rivieraschi del mar Caspio. D'altro canto, però, indebolendo il vicino khazaro, lasciò campo aperto alle orde provenienti dalle steppe centroasiatiche, come i già citati Peceneghi che, approfittando delle frontiere poco controllate, lanciarono durissimi attacchi alla Rus' arrivando addirittura ad assediare Kiev nel 969.
Svjatoslav intraprese, nel 968, un'altra importante campagna militare, diretta questa volta a sudovest: dietro invito dell'imperatore bizantino Niceforo Foca, attaccò i Bulgari stanziati nel bacino del Danubio, sconfiggendoli e facendo prigioniero il loro sovrano Boris II di Bulgaria. 
I successi militari di quegli anni misero sull'avviso i Bizantini, ormai consci della potenza militare dei loro vicini settentrionali; attaccati nei Balcani, i Rus' reagirono conquistando le città di Filippopoli (l'odierna Plovdiv, in Bulgaria) e minacciando Adrianopoli (odierna Edirne, in Turchia) e la stessa Costantinopoli. La reazione dei Bizantini, comandati da Giovanni I Zimisce, portò ad alterne vicende belliche, risolte nel 971 in favore dei Bizantini che estromisero i Rus' dai Balcani. Sulla via del ritorno, Svjatoslav trovò la morte per opera di un piccolo contingente di Peceneghi.
Durante le sue lunghe assenze, Svjatoslav, in seguito alla morte della madre Olga nel 969, aveva diviso i compiti di amministrazione dello Stato fra i suoi tre figli: il primogenito Jaropolk ottenne il controllo della zona di Kiev, il secondogenito Oleg venne incaricato di controllare il territorio dei Drevliani mentre il terzogenito Vladimir ottenne Novgorod. Alla morte del padre scoppiò una lotta fratricida; vincitore sembrò dapprima Jaropolk, che, caduto in battaglia Oleg, sconfisse Vladimir venendo incoronato principe regnando fino al 980. Vladimir, fuggito all'estero, rientrò dopo alcuni anni, intorno al 980, sconfiggendo il fratello maggiore e diventando nuovo principe di Kiev.

### Il culmine della Rus' di Kiev
La Rus' sotto Vladimir conobbe un'ulteriore stabilizzazione del suo potere e della sua influenza, minata dagli anni di guerra civile fra Vladimir e i suoi fratelli. Conquistò il territorio della tribù baltica degli Jatvingi, raggiungendo lo sbocco sul mar Baltico; dalla parte opposta del suo regno, compì numerose spedizioni contro i Peceneghi, mentre espanse a sudovest i suoi domini nella Galizia, a danno dei Polacchi. Fu solo sotto Vladimir che la Rus' divenne uno Stato realmente unitario, dal momento che precedentemente era più che altro un'unione (piuttosto labile) di popolazione tributarie. Vladimir fece popolare da coloni russi le zone di recente conquista, costruendo numerose città e fortezze e proteggendo le frontiere; diede, inoltre, una forma definitiva alla rudimentale organizzazione amministrativa abbozzata alcuni decenni prima da sua nonna Olga. Divise il regno della Rus' fra i suoi figli, responsabilizzandoli riguardo alla riscossione dei tributi e al mantenimento dell'ordine pubblico nel territorio di loro competenza.
La scelta di Vladimir di aderire alla religione cristiana viene descritta nella Cronaca degli anni passati come il risultato di un'accurata ricerca di carattere spirituale e culturale.
Vladimir incontrò rappresentanti delle tre maggiori religioni monoteistiche, inviando al contempo delegati presso le loro capitali per ulteriori indagini; gli inviati a Costantinopoli tornarono entusiasti della cristianità bizantina, conquistati dai loro riti e dalle architetture religiose (in particolare la cattedrale di Hagia Sophia), portando così alla scelta di Vladimir.
Sembra inoltre che Vladimir abbia rifiutato la religione ebraica perché espressione della fede di un popolo sconfitto e senza Stato, e quella islamica perché proibiva il consumo di alcol, con le celebri parole «bere è la gioia dei russi».
Fu durante il regno di Vladimir che la Rus' abbracciò il cristianesimo; quest'atto valse a Vladimir la canonizzazione e l'appellativo di il santo. La grande massa del popolo della Rus' kievana abbracciò la fede cristiana in seguito all'influenza bizantina, all'incirca intorno all'anno 988, anche in considerazione del fatto che tutte le principali popolazioni dell'Europa orientale si erano già convertite al cristianesimo. I rapporti con Bisanzio e con la religione cristiana erano però di più lunga data, anche se prima di quell'anno non arrivarono mai a coinvolgere il popolo ma restarono chiusi entro stretti circoli. Sembra che già nell'867 fosse stata creata una diocesi russa della Chiesa bizantina; risale invece agli anni intorno al 955, come già accennato, la conversione di Olga.
Le motivazioni della conversione alla fede cristiana, nonostante quanto riportato nella Cronaca degli anni passati, appaiono essenzialmente di ordine pratico. La Rus' si trovava all'epoca a un crocevia di popoli e culture, essendo confinante (o avendo contatti) con i Bulgari del Volga musulmani, con i khazari ebrei e con i bizantini cristiani (all'epoca non si era ancora verificata la separazione fra cattolici e ortodossi, datata 1054). La scelta di aderire a una particolare delle tre confessioni monoteiste aveva importantissime ripercussioni politiche e culturali e, all'epoca, la cristiana Bisanzio era il vicino più potente e prestigioso.
Sembra che la ragione della conversione di Vladimir fosse il desiderio di ottenere la mano della principessa Anna, sorella dell'imperatore Basilio II, da questi promessa in sposa (nel 987) a Vladimir in cambio di un aiuto militare per domare alcune rivolte interne. Il matrimonio di Anna con un barbaro pagano sarebbe andato contro le regole del diritto imperiale e Vladimir, desideroso di unirsi in matrimonio con lei, avrebbe organizzato una conversione di massa dei Rus' kievani nelle acque del Dnepr. Lo Stato di Kiev divenne una metropoli il cui patriarca veniva designato da Costantinopoli.
La conversione dei Rus' alla religione cristiana dei Bizantini contribuì a far entrare il loro Stato nell'orbita del grande Impero bizantino, estraniandoli nel contempo dall'Occidente che sarebbe successivamente diventato cattolico. Gli anni immediatamente successivi alla conversione furono per lo Stato kievano un periodo di grosso avanzamento dal punto di vista artistico e culturale, stimolato dall'apporto dei numerosi greci che si erano stabiliti a Kiev come seguito della principessa Anna. La nuova metropolia adottò come lingua liturgica lo slavo ecclesiastico, scritto in un alfabeto cirillico arcaico, derivante dall'alfabeto glagolitico, il cui utilizzo portò due importanti conseguenze: da un lato impedì la diffusione successiva non solo del latino (la lingua della Chiesa di Roma), ma anche del greco del cristianesimo bizantino, ma dall'altro contribuì, nei secoli a venire, ad avvicinare la religione al popolo dal momento che usava la sua stessa lingua, o quanto meno una lingua a essa molto vicina.
La morte di Vladimir I, nel 1015, fece ripiombare lo Stato di Kiev nella guerra civile. I contendenti erano i suoi figli, che secondo le usanze si erano visti affidare dal padre regnante diverse zone del paese da amministrare. In un primo momento sembrò prevalere il primogenito Svjatopolk, detto successivamente il Maledetto, che prese il potere approfittando di aiuti polacchi; durante il periodo di guerra civile gli vengono attribuiti molti crimini, fra i quali l'uccisione di tre suoi fratelli (Svjatoslav, Boris e Gleb). Svjatopolk regnò per quattro anni, fino al 1019, anno in cui il fratello minore Jaroslav lo sconfisse riuscendo a ottenere il potere.

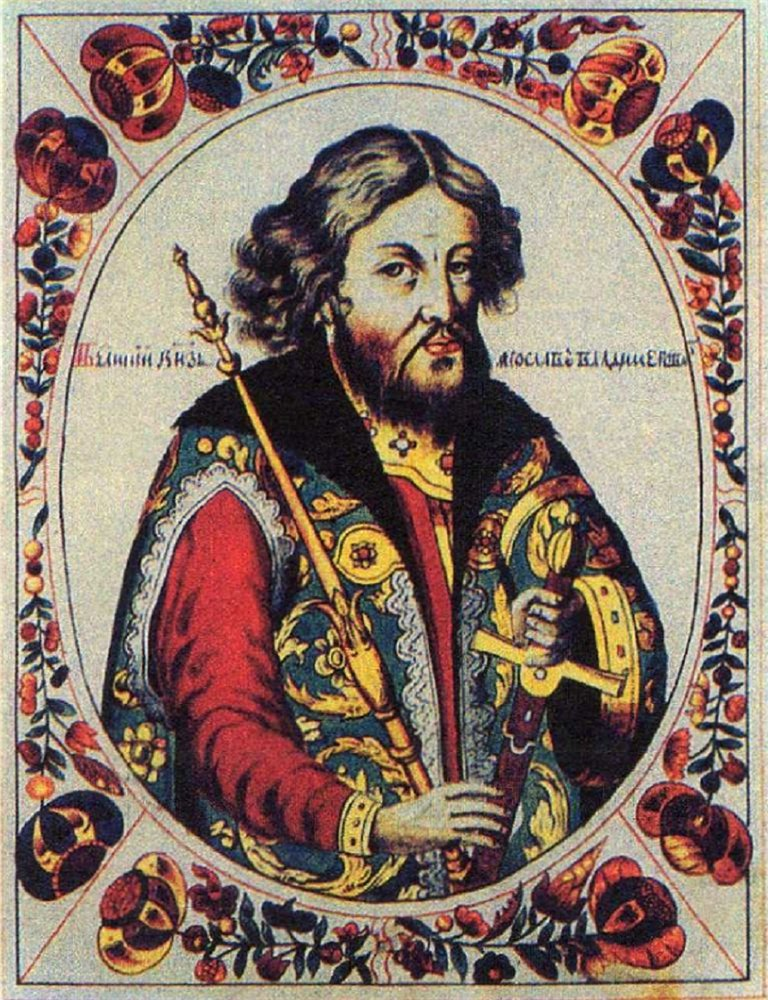
Jaroslav il Saggio in una rappresentazione del XVII secolo

Il regno di Jaroslav, che fu detto il Saggio, durò 35 anni; nonostante venga considerato il periodo in cui lo Stato della Rus' di Kiev raggiunse il suo apogeo, i primi anni furono travagliati, analogamente al passato, da pesanti conflitti interni alla sua famiglia. Uno dei fratelli sopravvissuti alla guerra civile degli anni 1015-1019 fu Mstislav, detto il Valoroso, che successivamente assunse il potere sul principato di Tmutarakan', situato fra la foce del Kuban' e il mar Nero; questi continuò tuttavia ad avanzare pretese sul trono kievano, al punto da costringere il fratello a un accordo, nel 1026: Jaroslav divenne principe di Kiev e dei territori a ovest dello Dnepr, mentre Mstislav ottenne il dominio sui territori a est del fiume, con capitale posta a Černihiv.
Oltre alle battaglie per il trono, Jaroslav dovette affrontare altri problemi interni, come le periodiche sollevazioni di varie tribù finniche e lituane e una rivolta in chiave religiosa nella zona di Suzdal', causata da una reviviscenza dei culti pagani praticati prima della conversione al cristianesimo e mai totalmente abbandonati; nell'anno 1031 Jaroslav riannetté alla Rus' alcuni territori che alcuni anni prima erano passati alla Polonia, in cambio dell'aiuto fornito a Svjatopolk il Maledetto nel periodo della guerra civile del 1015-19. Rimasto solo al trono in seguito alla morte di Mstislav nel 1036, intraprese nel 1037 una fortunata campagna contro i nomadi Peceneghi, che, stanziati lungo le coste del mar Nero, non avevano mai smesso di rappresentare un pericolo per Kiev; questi attacchi portarono a un loro drastico ridimensionamento e a un periodo di circa venticinque anni di pace e relativa stabilità sul confine con le steppe, almeno fino alla comparsa di altri temibili nomadi, i Cumani o polovcy.

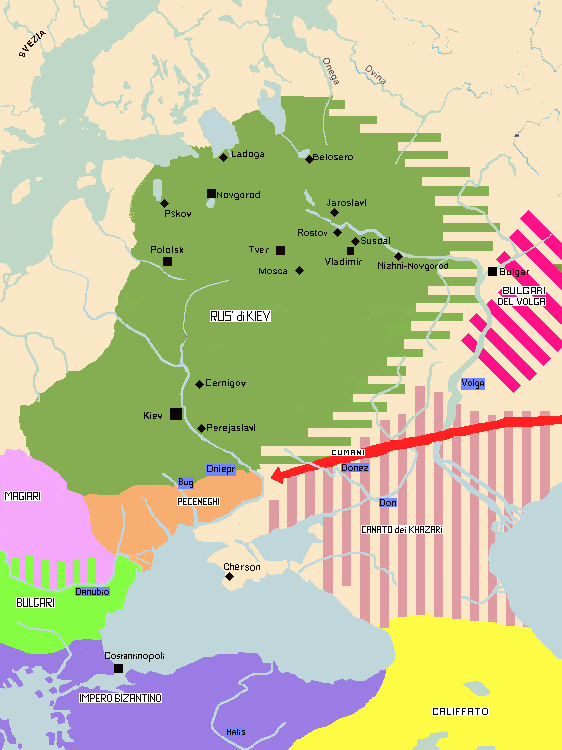
Il territorio della Rus' kievana sotto Jaroslav il Saggio

Lo Stato kievano raggiunse in questi anni l'acme della sua estensione e della sua importanza politica. La Rus' si estendeva dai Carpazi a sudovest fino alla confluenza della Oka nel Volga a nordest, toccando a nordovest le coste del mar Baltico; il confine sud-orientale correva parallelamente al corso del Volga, mantenendosene non lontano. Durante il suo regno i regnanti kievani mantenevano stretti legami con i membri delle altre dinastie regnanti europee; sposato egli stesso a una principessa svedese, Rogneda di Polack (conosciuta anche come Rogneda Rogvolodovna), combinò per tre dei suoi figli matrimoni con le figlie dei regnanti di Francia, Ungheria e Norvegia, mentre due sue sorelle sposarono principi e regnanti polacchi e bizantini. Altri membri della famiglia regnante strinsero rapporti con sovrani e potenti tedeschi, ungheresi e boemi.
Nonostante questi successi in politica estera, grande parte della fama di cui godette Jaroslav il Saggio gli derivò dalle iniziative in politica interna; durante il suo lungo regno la Rus' di Kiev vide un eccezionale sviluppo della legislazione, dell'arte, dell'architettura e della cultura, oltre che il definitivo affermarsi della religione cristiana. Furono costruite numerosissime chiese in pietra, la più famosa delle quali fu la cattedrale di Santa Sofia a Kiev; ebbe un notevole impulso anche la costruzione di monasteri. Sotto il regno di Jaroslav venne iniziata la compilazione della Ruska Pravda (giustizia russa), il primo codice di leggi russo; avvalendosi dell'opera di Ilarione, primo metropolita indigeno russo, si procedette inoltre a una riorganizzazione della Chiesa; verso il 1050 venne prodotto il Sermone sulla legge e sulla grazia, uno dei primi esempi di produzione letteraria russa.

### Declino e caduta dello Stato kievano

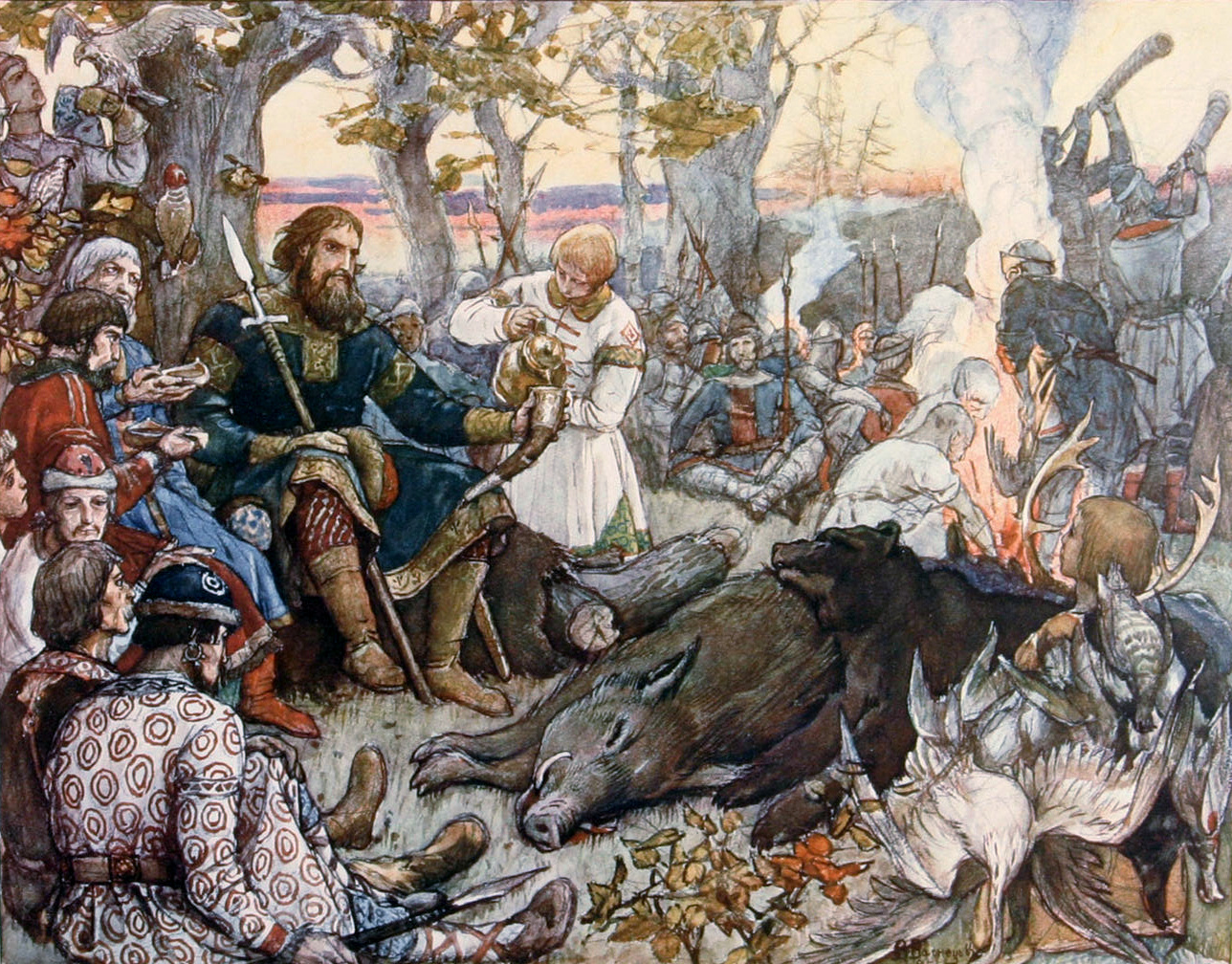
Vladimir il Monomaco mentre riposa con il suo seguito dopo una caccia, in un dipinto di Viktor Vasnecov

La morte di Jaroslav vide, conformemente al diritto consuetudinario slavo (e in contrasto con la Russkaja Pravda appena approvata), la spartizione dello Stato fra i suoi figli: Izjaslav, il maschio più vecchio ancora in vita, si vide assegnato (come da tradizione) il principato di Kiev e quello di Novgorod; Svjatoslav, secondo figlio maschio, fu destinato al governo del principato di Černihiv; a Vsevolod, terzo, fu assegnato il territorio di Pereslavl'; il quarto figlio, Vjačeslav, fu destinato a regnare sul principato di Smolensk, mentre all'ultimo figlio, Igor', Jaroslav diede in eredità il principato di Vladimir-Volynskij.
Le norme codificate nella Russkaja Pravda, però, prevedevano che, alla morte del gran principe di Kiev, il suo posto venisse preso non dal figlio, ma dal fratello di età più vicina a lui, avviando una sorta di rotazione dei vari fratelli fra i troni dei vari principati che componevano la Rus' di Kiev.
In questo periodo di tempo regnarono su Kiev Izjaslav I, dal 1054 al 1073, tranne che per un breve periodo fra il 1068 e il 1069; Svjatoslav II, per un breve periodo fino al 1076, quando fu spodestato da Izjaslav che si reinstallò sul trono kievano fino al 1078; Vsevolod, dal 1078 al 1093. Questo periodo fu caratterizzato da uno stato di guerra civile quasi permanente, che contribuì a mantenere lo Stato di Kiev in un costante stato di instabilità; tale divenne l'entità del problema che i principi decisero di riunirsi per risolvere una volta per tutte il gravissimo problema della successione. L'incontro ebbe luogo nel 1097 nella città di Ljubeč, ed ebbe come risultato l'adozione di norme di successione da padre a figlio, che però non furono regolarmente applicate.

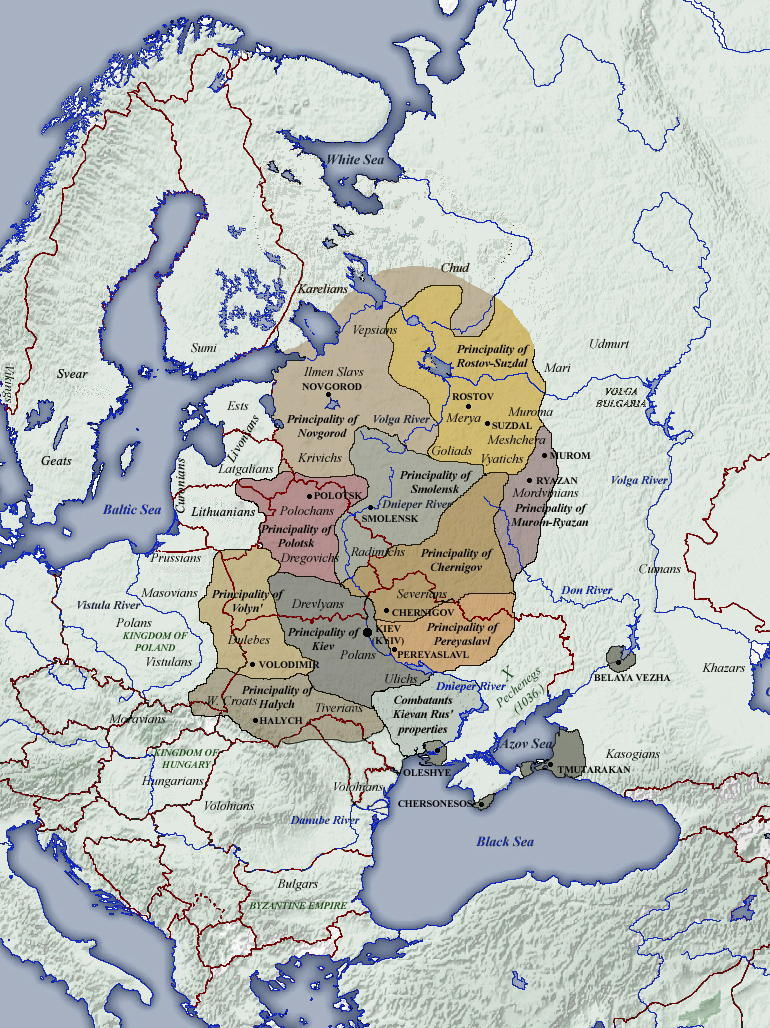
Rus' di Kiev (1054-1132)

Queste lotte diedero luogo anche a contraccolpi economici. I principi erano talmente occupati a farsi la guerra tra di loro, che i popoli della steppa depredavano tutti i mercanti che andavano e tornavano da Costantinopoli. A partire dalla metà dell'XI secolo, le incursioni di un popolo della steppa, i Cumani (o Polovcy, come sono noti agli storici russi) si fecero sempre più frequenti; si trattava di un'altra stirpe di nomadi provenienti dall'Asia centrale, analogamente ai Peceneghi che avevano assillato la Rus' un secolo prima; sostituitisi a questi ultimi nel territorio steppico esteso lungo la costa del mar Nero, assalirono Kiev per la prima volta nel 1061.
In questo periodo di generale indebolimento, lo Stato kievano conobbe nuovamente un periodo di relativa unità e potenza sotto il regno di Vladimir II, detto il Monomaco (in greco, che combatte da solo), figlio di Vsevolod, salito al potere nel 1113 succedendo a Svjatopolk II. Secondo le cronache, nei dodici anni del suo regno fu quasi sempre impegnato in battaglia; combatté i Bulgari del Volga, i Polacchi e gli Ungari nella regione danubiana, oltre che in Livonia e in Finlandia. Dal punto di vista militare, però, i suoi meriti maggiori gli derivarono dalle aspre battaglie combattute contro i Cumani, che riuscì, seppure parzialmente e temporaneamente, ad arginare.
Dal 1132 circa il potere dei Gran Principi di Kiev si ridusse al contado della capitale Kiev formando il cosiddetto Principato di Kiev, mettendo la parola fine alla storia della Rus'.

### La formazione di altri centri di potere
Il declino della Rus' come Stato unitario provocò il sorgere di altri centri di potere locale che erano, a tutti gli effetti, analoghi a stati indipendenti.
I ripetuti attacchi dei popoli nomadi della steppa, come i Cumani, avevano provocato, nel corso degli anni, l'esodo di parte della popolazione delle zone sudorientali dello Stato (come ad esempio i dintorni di Kiev) verso i territori settentrionali, occidentali e sudoccidentali, che avevano assunto maggiore importanza relativa. Acquisirono particolare peso politico la Galizia e la Volinia a sudovest, il territorio di Novgorod a nordovest e il principato di Vladimir-Suzdal' nel nordest.
Dalle tribù allora disperse si formarono le moderne tre nazioni slave orientali: Ucraini (detti anche Ruteni) nel cuore dello Stato e nella parte sudoccidentale, bielorussi (Russi bianchi) nel nordovest e Russi (Grandi Russi) nel nordest. La localizzazione geografica portò i primi due gruppi ad avere, nei secoli successivi, profondi contatti con Lituani e Polacchi, che mancarono invece del tutto ai Grandi Russi; questi ultimi ebbero invece relazioni di una certa intensità e durata con popoli asiatici, come i Mongoli, Template:Non chiara ladifferenza e, più tardi, le popolazioni autoctone della Siberia.
La tendenza alla parcellizzazione dello Stato kievano divenne estrema nei secoli successivi alla sua caduta, soprattutto nelle regioni nordorientali, contraddistinguendo un periodo della storia russa che è stato chiamato periodo degli appannaggi (in russo udel'nyj period); l'origine di questo nome sta in una traduzione del termine udel, che designava la parte di regno che un figlio riceveva alla morte del padre, secondo una tradizione che assimilava il principato (con relativi abitanti) a un qualunque bene materiale.

## Società

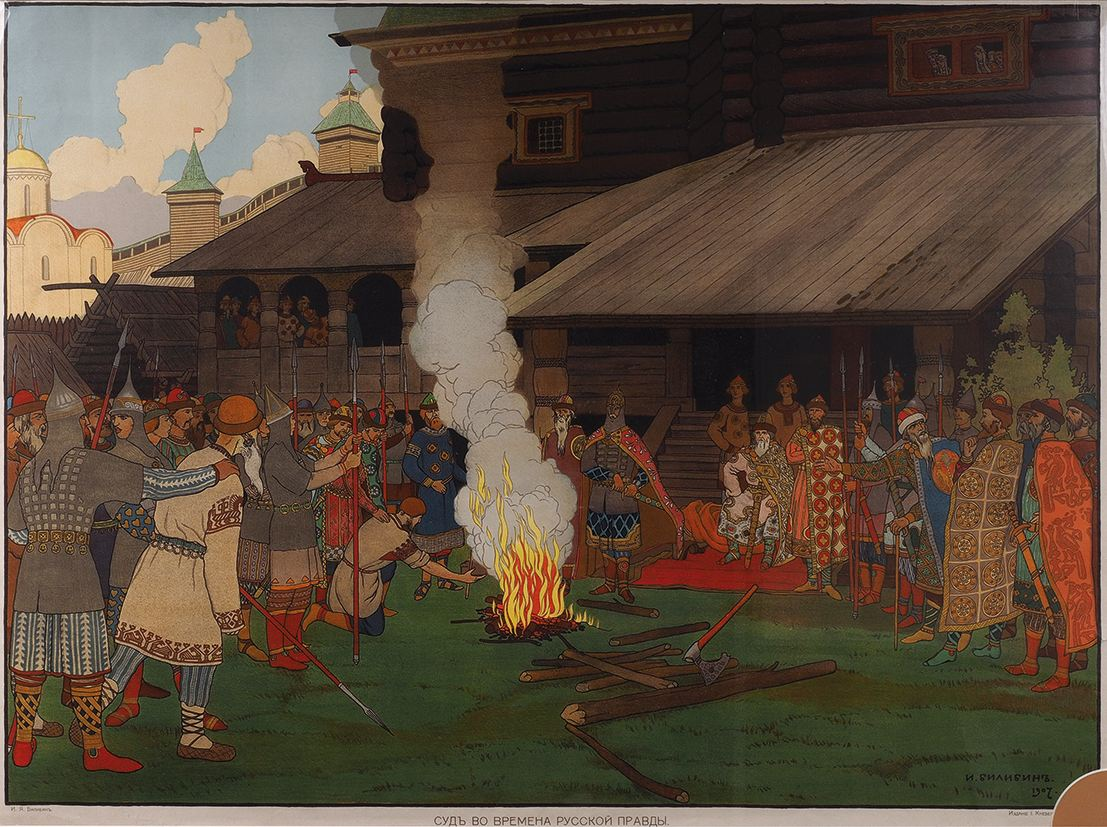
L'amministrazione della giustizia nella Rus' di Kiev in un quadro di Ivan Bilibin

Fin dalle sue origini, lo Stato kievano ebbe un carattere spiccatamente mercantile; i Rus', la tribù normanna, erano spinti unicamente dal desiderio di controllare interamente l'importantissima via commerciale "dai Normanni ai Greci", cioè il fiume Dnepr, che portava con una certa comodità al mar Nero e a Costantinopoli.
Per lungo tempo la classe dominante variaga dei Rus' (normanna) restò separata dal resto della società, costituito essenzialmente da tribù slave piuttosto autonome e che, in seguito alle vittorie dei Rus', venivano, più che incorporate in uno Stato, solamente sottoposte a tributi.
La slavizzazione dei normanni conquistatori venne completata intorno alla metà dell'XI secolo, allorquando il nome Rus' passò a indicare tutto il neonato ethnos dello Stato kievano; in uno dei primi trattati con Bisanzio (che avevano carattere spiccatamente commerciale), datato 912, vengono riportati governanti dai nomi scandinavi (Ingjald, Farulf, Vermud, Gunnar), mentre la Cronaca degli anni passati, che risale all'inizio del XII secolo, vede già i nomi in una forma slava (Waldemar divenne Vladimir, Ingwar divenne Igor, e così via).
Al vertice della società kievana (costituita, nel XII secolo, da sette o otto milioni di persone) stava il principe con la sua casata e, a lui sottoposto, il suo seguito, detto družina, distinta, a seconda dell'importanza, in družina maggiore e družina minore; insieme con l'aristocrazia locale, formava una specie di nobiltà, i cui componenti venivano chiamati muži e che, nei secoli successivi, avrebbero costituito un gruppo di grande influenza sull'economia e sulla politica, i boiari.
Al di sotto di questi venivano i ljudi, una sorta di "classe media" dello Stato kievano; la classe sociale più numerosa era costituita da contadini liberi chiamati smerdy. Sembra che nella Rus' kievana delle origini non fosse presente il servaggio, che fece però la sua comparsa in un secondo tempo soprattutto a causa dei debiti contratti da alcuni contadini liberi verso i proprietari. Nonostante questo aumento, comunque, la classe degli agricoltori liberi rappresentò sempre una parte significativa nella società della Rus' kievana. Alla base della piramide della società kievana stavano infine gli schiavi.

## Istituzioni

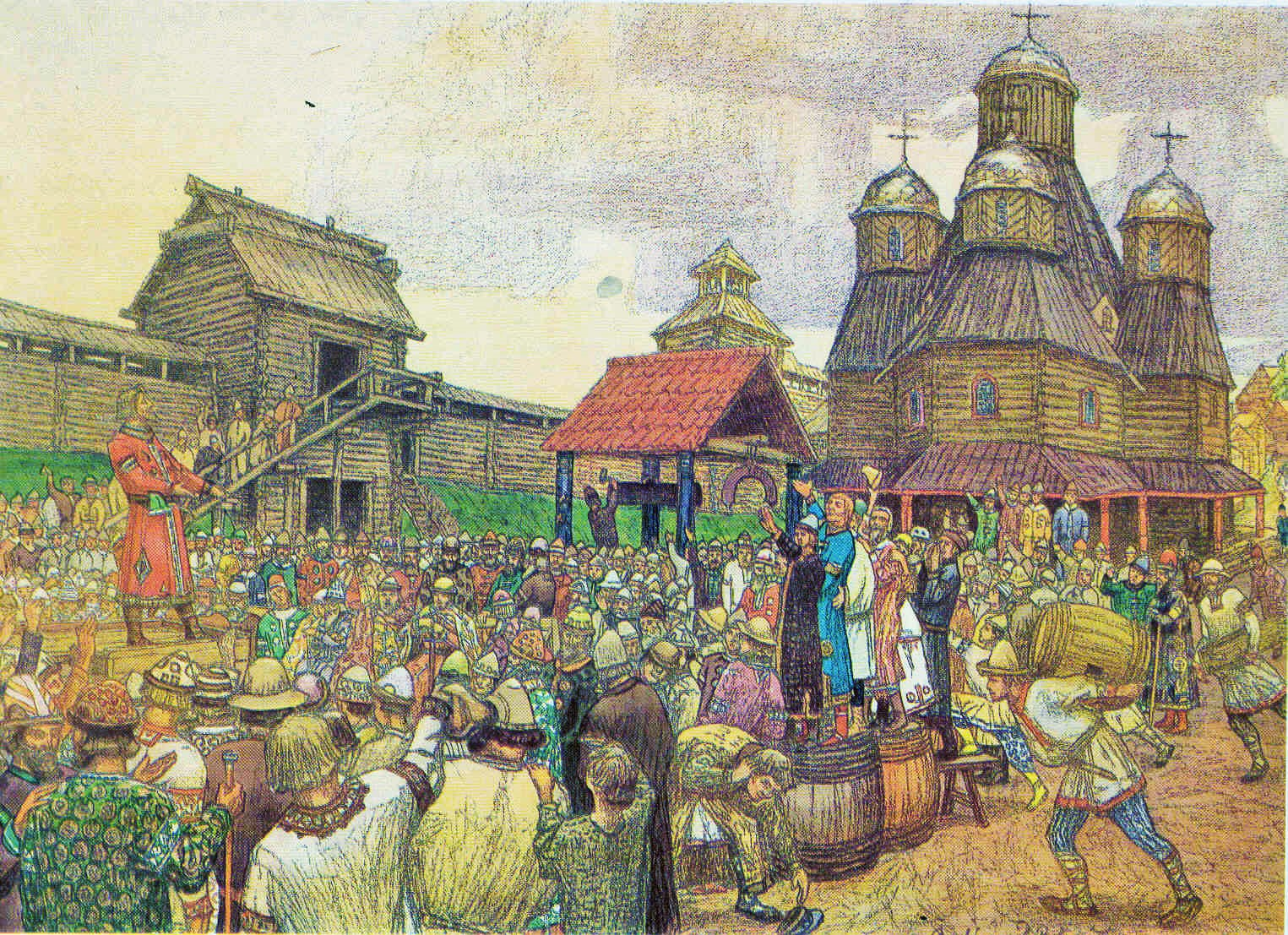
La veče di Pskov in un dipinto di Viktor Vasnecov

Le principali istituzioni politiche della Rus' erano il principe con la sua družina, la duma, o assemblea dei boiari (i muži, l'aristocrazia del paese) e la veče (viče in ucraino moderno), o assemblea del popolo.
I principi e il loro seguito erano considerati al vertice delle istituzioni kievane, anche se in determinati luoghi e periodi storici dovettero cedere parte di questo potere anche ad altre istituzioni. I principi erano parecchi, in tutto il territorio della Rus' di Kiev, e generalmente indipendenti gli uni dagli altri in una sorta di "federazione"; particolare privilegio aveva tuttavia il principe di Kiev, che durante il XII secolo ebbe il diritto di fregiarsi del titolo di gran principe (великий княз, velikij knjaz). Le regole di successione stabilivano che il trono di Kiev passasse dal fratello più anziano a quello più giovane, dallo zio al nipote e infine da padre a figlio; i membri più giovani della dinastia iniziavano di norma la loro carriera politica come governanti di località minori per poi passare, come un vero e proprio cursus honorum, al governo di città più importanti per competere infine per il trono di Kiev. I principi normanni nella Rus' vivevano sostanzialmente separati dal resto della società, si giudicavano secondo leggi diverse e ricevevano sepoltura separata dal popolo. I compiti dei principi erano la guida degli eserciti (reclutati fra il loro seguito o, in certi casi, tramite un reclutamento forzato di massa), la giustizia e l'amministrazione del territorio; gli ultimi pare che venissero svolti con una certa approssimazione, dati gli scarsi legami fra principi e popolazione.
La duma dei boiari prese origine da alcuni elementi di spicco della družina del principe, sviluppandosi nel corso dei secoli parallelamente allo sviluppo dello Stato kievano. Non era assimilabile a un parlamento, dal momento che non aveva nessun potere legale di opposizione al volere del principe; tuttavia, pare che nella Rus' di Kiev i suoi membri avessero assunto una notevole importanza "informale" come consulenti e consiglieri del principe, e risulta addirittura che in certi casi questa opposizione fu esercitata.
La veče era l'assemblea degli uomini liberi, alla quale potevano prendere parte tutti i capifamiglia; durante queste riunioni, che si tenevano solitamente sulla piazza del mercato, si decidevano questioni di rilevante importanza per la vita di una città e di un territorio (ad es. dichiarazioni di guerra o trattati di pace, rapporti con principi designati). Le assemblee erano un elemento caratteristico di molte popolazioni che abitavano il territorio della Rus' di Kiev da prima dell'arrivo dei normanni Rus', e fu spesso in frizione con il potere principesco.
Le tre istituzioni, principe, duma e veče, rappresentavano rispettivamente l'aspetto autocratico, aristocratico e democratico della Rus' di Kiev e, a seconda dei tempi e dei luoghi, ebbero diversa importanza relativa. Nei luoghi dove il potere dei principi sorse piuttosto tardi e dovette sovrapporsi a un preesistente insieme di tradizioni e norme (come nella parte occidentale e sudoccidentale del territorio della Rus'), i principi furono costretti a operare di concerto con elementi esterni al loro seguito, eletti dalla popolazione, che misero un freno al loro potere indiscriminato. Un caso estremo è rappresentato dal principato di Novgorod, dove il carattere democratico del governo era molto marcato (tanto che si parla frequentemente di Repubblica di Novgorod); la veče era molto potente, e arrivò addirittura, nel 1136, a cacciare dal trono il principe designato. Dove invece i principi "guidarono" la colonizzazione e il popolamento, precedendo l'insediamento di contadini (come nei territori nordorientali della Rus', nella zona dove attualmente sorge la città di Mosca), l'autorità era pressoché totalmente nelle mani del principe. Sorse così, in queste regioni, un sistema politico di tipo proprietaristico, dispotico e autocratico, che fu esportato in tutto il territorio russo in seguito all'irresistibile ascesa del principato di Mosca a partire dal XIV secolo e che segnerà in maniera indelebile la concezione del potere statale in Russia fino al XX secolo.

## Economia

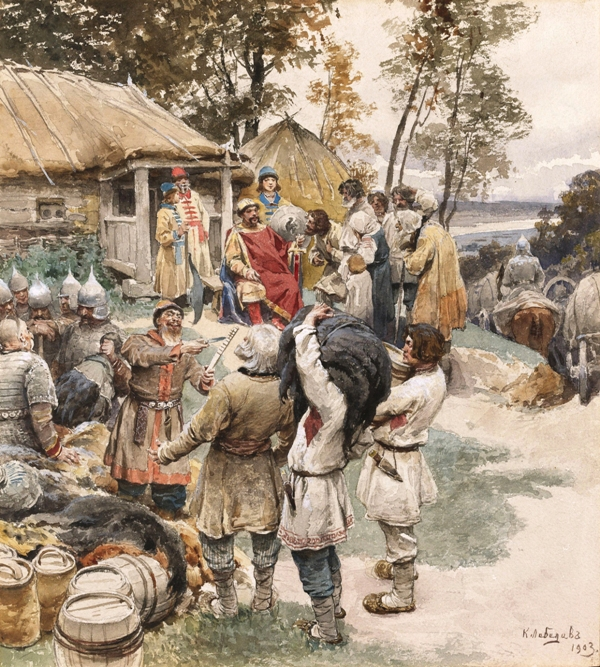
Il principe Igor' esige tributi dai Drevliani nel 945, di Klavdij Lebedev

Nell'economia della Rus' kievana rivestiva particolare importanza il commercio; si può dire anzi che le origini stesse dello Stato kievano riposino negli intensi scambi commerciali fra la Scandinavia e i greci di Bisanzio, attivati fin dall'VIII secolo, che portarono alla necessità di ricercare e trovare una via di comunicazione ottimale che fu riconosciuta nel fiume Dnepr, successivo "asse portante" dello Stato.
L'anno, nella vita dei principi kievani e dei loro seguiti (družiny), era scandito in maniera abbastanza netta. Nei mesi invernali vivevano sulle terre amministrate, raccogliendo tributi (costituiti da cera, pellicce, miele) dalle tribù sottoposte (tributi chiamati poljud'e) oppure facendoseli consegnare (povoz); in aprile-maggio, non appena i ghiacci sul Dnepr si spaccavano, cominciavano i preparativi per la grande spedizione annuale fino a Costantinopoli per vendere ai Bizantini mercanzie di ogni genere e schiavi, utilizzando navi costruite nei mesi invernali dalle tribù slave tributarie; oltre al principe e al seguito si aggregavano mercanti provenienti da tutte le parti della Rus', che cercavano protezione dalle violente e frequenti incursioni dei popoli della steppa che infestavano il basso corso del fiume. La spedizione partiva in giugno da Kiev e si protraeva poi per tutta l'estate, allorquando, all'inizio dell'autunno, i Rus' tornavano alle loro terre.
Il principe kievano era essenzialmente un mercante, e così tutti i membri della sua družina; una prova dell'importanza estrema attribuita dai Rus' al commercio è data dal fatto che pressoché tutte le guerre da questi sostenute contro i Bizantini (negli anni 861, 907, 941, 944, 970, 1043) ebbero origine da aggressioni subite da mercanti russi a Costantinopoli ed ebbero termine solo in seguito alla stipula di accordi commerciali. I mercanti kievani non si spingevano però solo fino a Bisanzio, ma raggiungevano regolarmente città come Baghdad e la Persia.
Le merci che venivano esportate erano, oltre agli schiavi (il cui commercio decadde però nella seconda parte della storia dello Stato dei Rus') e alle pellicce, alla cera e al miele provenienti dai tributi esatti dalle popolazioni slave, anche di prodotti agricoli come il lino, la canapa e il luppolo; venivano importati invece cavalli e armi dall'oriente, attrezzature navali da Bisanzio, metalli lavorati e vetreria dall'Europa centrale e occidentale.
Nella Rus' di Kiev, a causa degli intensi traffici, vi era grossa quantità di moneta in circolazione; inizialmente veniva usata come moneta il bestiame nella parte meridionale dello Stato e le pellicce nel nord, mentre più tardi, sotto il regno di Vladimiro il Santo, cominciò a essere coniata moneta. In ogni caso, nella Rus' kievana venivano reperite con relativa facilità monete provenienti da Bisanzio e da Baghdad.
Anche se è stato per lungo tempo sottovalutato dagli storici, sembra che anche l'agricoltura avesse un ruolo di una certa importanza nel quadro economico della Rus' di Kiev; pare infatti che il commercio fosse l'occupazione prevalente delle classi sociali più elevate, mentre l'agricoltura rappresentasse l'attività economica assolutamente prevalente fra il grosso della popolazione. Attività agricole sono attestate da periodi ben precedenti la nascita dello Stato kievano, soprattutto nelle terre della Rus' meridionale, più calde e occupate dall'area del černozëm, la fertilissima terra nera degli ambienti di steppa; più problematica era l'attività agricola nelle zone settentrionali della Rus' (corrispondenti alle odierne oblast' di Novgorod, Mosca, Vladimir, Ivanovo, Tver'), coperte da foreste di conifere o da foreste miste di latifoglie e conifere, spesso paludose e interessate da suoli acidi di tipo podzolico.
Questa differenziazione faceva sì che l'agricoltura nella zona della steppa avesse carattere più estensivo, al contrario che nella zona delle foreste dove veniva praticata su campi liberati dalla foresta (attività chiamata podseka), coltivati intensivamente per qualche anno e successivamente abbandonati per ristabilire naturalmente la fertilità. Successivamente si affermò la tecnica del perelog, vale a dire l'utilizzo alternato di alcuni lotti di terreno lasciando gli altri a riposo; verso la fine del periodo kievano i contadini cominciarono a praticare la rotazione triennale.
I principali prodotti cerealicoli erano il frumento nel sud, l'avena e l'orzo nel nord più freddo e umido; grossa importanza aveva, nella regione delle foreste, l'attività forestale, la caccia e l'apicoltura. Coltura importante in tutto lo Stato era il lino, che veniva intensivamente usata per la fabbricazione di capi di abbigliamento.

## Religione

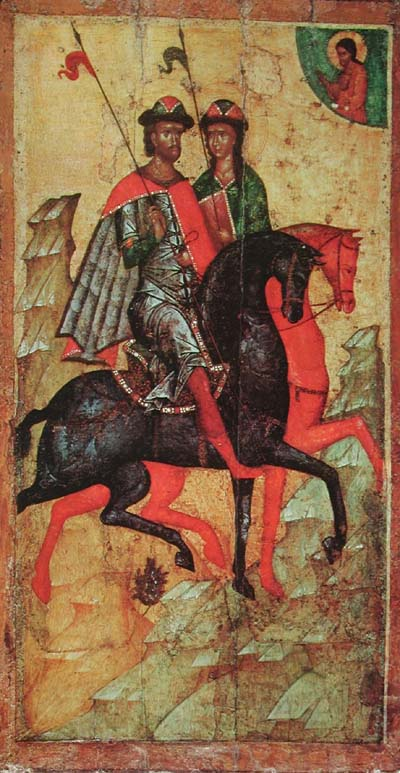
Icona medievale raffigurante Boris e Gleb

La popolazione della Rus' di Kiev ebbe nella sua storia due religioni, il paganesimo e il Cristianesimo.
La fede tradizionale delle popolazioni slave orientali era quella pagana, che comportava la deificazione delle forze della natura e l'adorazione degli spiriti ancestrali; divinità importanti nel pantheon slavo dell'epoca erano Perun (dio del tuono e del lampo), Volos (dio degli armenti e più tardi identificato come divinità protettrice degli affari e dei commerci) e Stribog (divinità considerata come padrone del vento e delle tempeste). Il culto di Perun "assorbì", in seguito all'arrivo dei Rus', il culto scandinavo del dio Thor, per una certa somiglianza concettuale fra le due divinità. La religione pagana degli slavi orientali non comportava la costituzione di clero, era sostanzialmente priva di organizzazione e non aveva alcun'influenza a livello istituzionale.
La conversione al cristianesimo della popolazione dello Stato kievano risale alla fine del X secolo, essenzialmente per opera del Gran Principe Vladimir I, che fu poi canonizzato. Il cristianesimo kievano era debitore in molti dei suoi caratteri al cristianesimo bizantino, che fu poi tuttavia rielaborato in risposta ai costumi della popolazione della Rus'. A Kiev non ebbero importanti sviluppi la teologia e la filosofia, dato che i pochi scritti ricalcavano abbastanza pedissequamente i modelli bizantini e non arrivarono mai a definire un carattere propriamente russo; del pari assente fu il fenomeno del misticismo. Altri caratteri del cristianesimo si identificarono successivamente come più peculiarmente russi, in seguito al grande sviluppo dell'arte e dell'architettura religiosa, alla canonizzazione di santi russi e al grande influsso che la chiesa cristiana ebbe sulla società dei Rus'.
All'epoca della conversione, alla fine del X secolo, la neonata Chiesa russa era composta da otto diocesi, che diventarono sedici verso la fine del periodo kievano; il metropolita era sotto il diretto controllo di Costantinopoli, tanto che in tutto il periodo di vita della Rus' solo due metropoliti furono russi: Ilarione, nell'XI secolo, e Clemente, nel secolo successivo. La Chiesa russa nel periodo kievano divenne rapidamente titolare di vasti possedimenti terrieri, diventando una figura di primo piano a livello politico; gestiva tutte le problematiche riguardanti la cura dei malati e l'istruzione, e la legislazione canonica non riguardava solo i religiosi, ma estendeva la sua sfera di influenza a tutto il popolo, soprattutto riguardo alle questioni morali.
A fronte di un'indubbia pesante influenza della chiesa sullo Stato della Rus', più difficile è la valutazione della reale influenza che la religione cristiana ebbe sulla popolazione russa e sui suoi costumi. Secondo molti studiosi, il carattere pagano della Rus' di Kiev sopravvisse a lungo alla conversione alla religione cristiana, in molti casi sovrapponendosi a essa. Nei primi secoli dopo la conversione, il carattere cristiano della popolazione rimase piuttosto superficiale (tanto da obbligare il governo all'uso della forza per contrastare le reviviscenze pagane) mentre, successivamente, molte antiche credenze vennero incorporate nel cristianesimo, creando un fenomeno di sincretismo che venne chiamato dvoeverie (doppia fede) e che secondo alcuni, limitatamente agli slavi orientali e ai russi in specie, perdura tuttora.

## Gran Principi di Kiev

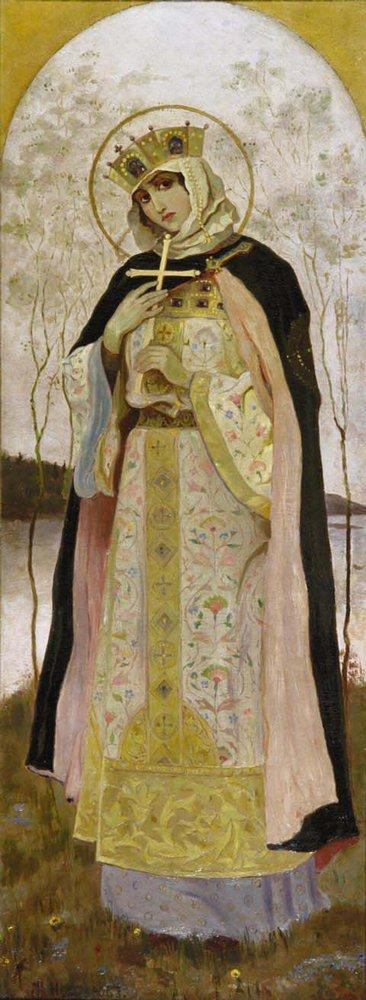
Ol'ga di Kiev